# توماس ريختر (لاعب كرة قدم ألماني)
توماس ريختر (بالألمانية: Thomas Richter)‏ (27 فبراير 1962 في ألمانيا - ) هو مدرب كرة قدم ولاعب كرة قدم ألماني في مركز حراسة المرمى. لعب مع روت فايس أوبرهاوزن وهولشتاين كيل ونادي فوبرتال الرياضي ونادي لوبيك ‏ ووستفاليا هيرنه ‏ وفيكتوريا أشافنبورغ ‏ و وVfL Kirchheim/Teck ‏.

## وصلات خارجية
- توماس ريختر على موقع قاعدة بيانات كرة القدم.إي يو (الإنجليزية)
- توماس ريختر على موقع بيانات كرة القدم. دي إي (الألمانية)
- توماس ريختر على موقع عالم كرة القدم.نت (الإنجليزية)